# Azotemi
Azotemi innebär att blodets kvävehalt är förhöjd. Tillståndet kan delas in i tre olika typer: prerenal, renal och postrenal azotemi. Prerenal azotemi kan bland annat orsakas av nedsatt blodflöde till njurarna. Renal azotemi uppstår till följd av en skada på njurarna. Postrenal azotemi kallas det tillstånd då urinflödet hindras av till exempel en tumör eller njursten.